# Gabrielle Scollay
Gabrielle Scollay (Brisbane, 6 aprile 1989) è un'attrice australiana.
Gabrielle è conosciuta per aver interpretato il ruolo di Amy nella seconda stagione della serie televisiva Blue Water High.

## Filmografia
- Blue Water High - serie TV, 26 episodi (2006)
- Dangerous - serie TV, 6 episodi (2007)
- Home and Away - serial TV, 3 puntate (2007)
- Rescue Special Ops - serie TV, episodio 3x13 (2011)
- Knee Length Socks - videoclip di Urthboy